# (37691) 1995 UN74
1995 UN74 (asteroide 37691) é um asteroide da cintura principal. Possui uma excentricidade de 0.20036770 e uma inclinação de 7.24109º.
Este asteroide foi descoberto no dia 21 de outubro de 1995 por Spacewatch em Kitt Peak.